# آسیاب مزرعه جفتی (آشتیان)
آسیاب مزرعه جفتی (۲) مربوط به دوره قاجار است و در آشتیان، ۲/۵ کیلومتری شمال آشتیان، جاده آشتیان، آهو واقع شده و این اثر در تاریخ ۲۰ اردیبهشت ۱۳۸۶ با شمارهٔ ثبت ۱۹۰۵۱ به‌عنوان یکی از آثار ملی ایران به ثبت رسیده است.